# Gonzagové
Gonzaga je jméno italské šlechtické rodiny pocházející z blízkosti Mantovy, která založila a stála v čele mantovského markrabství, později povýšeného na vévodství.

## Historie

Rodový erb Gonzagů - mantovských vévodů z roku 1588

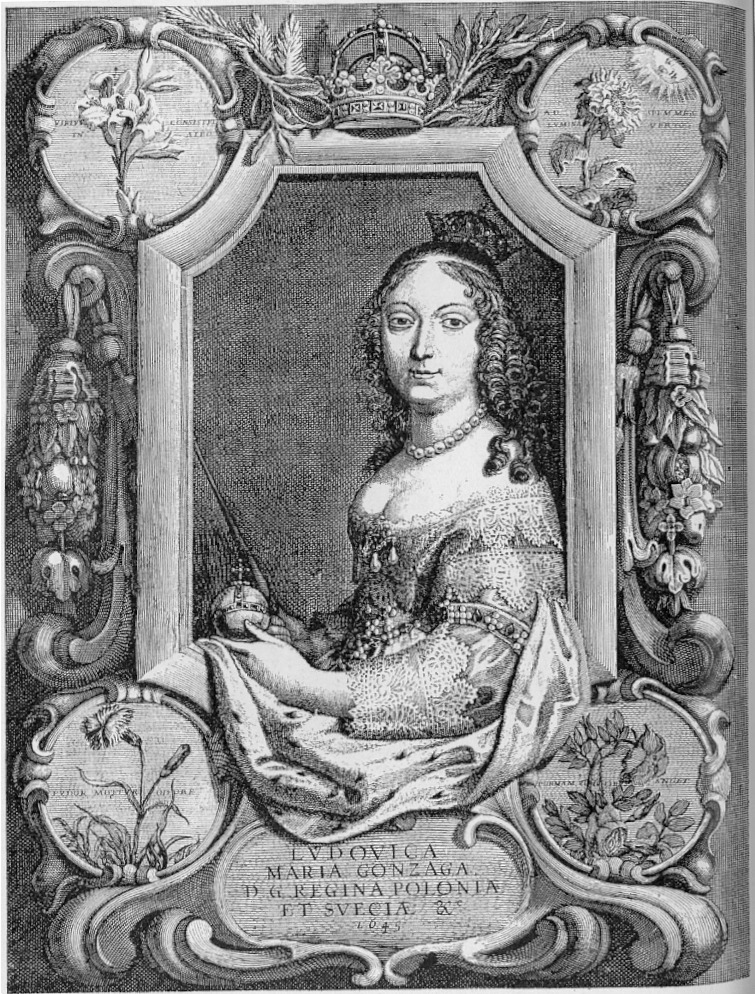
Ludovika Marie Gonzagová, polská královna

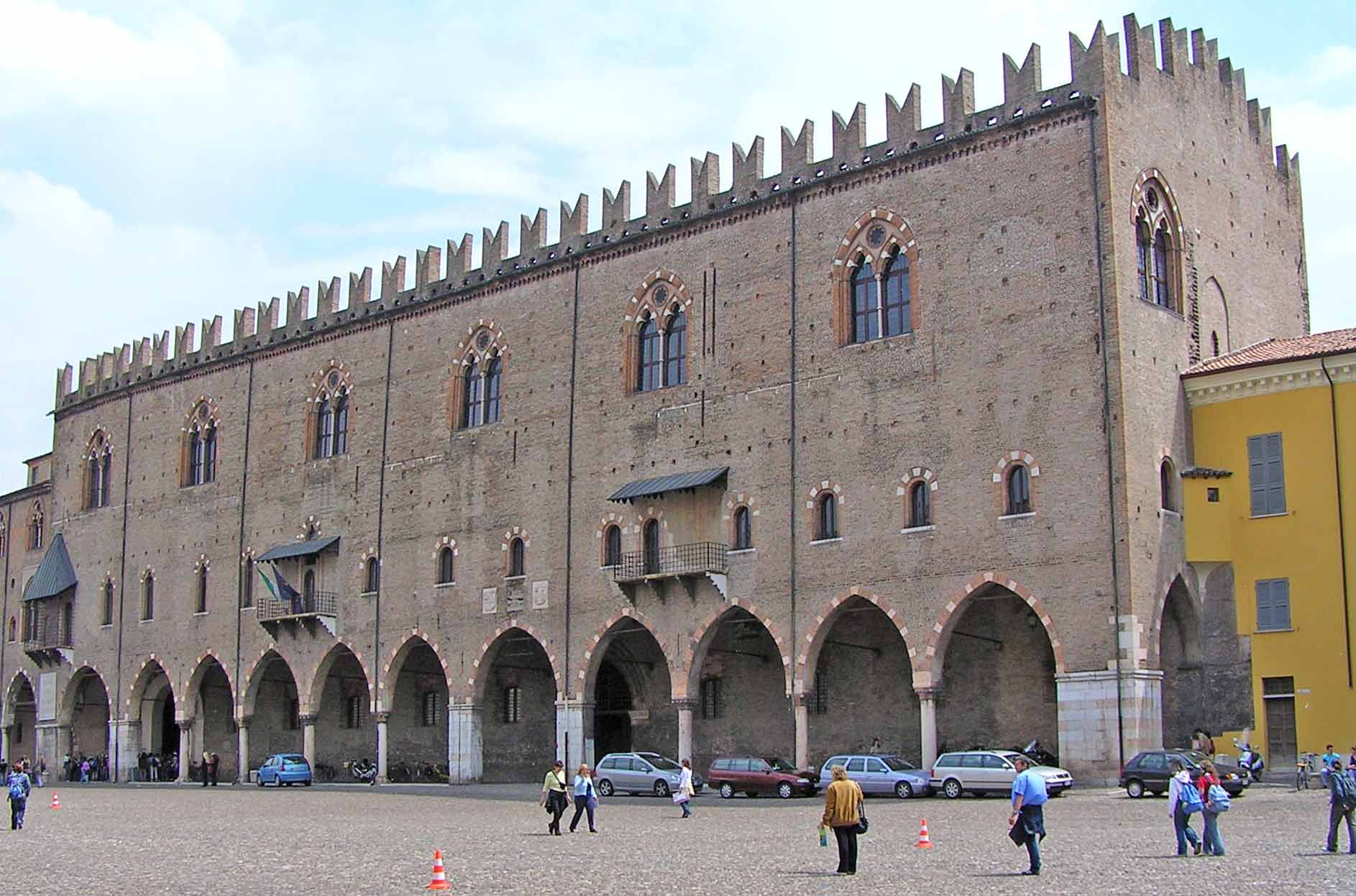
Palazzo Ducale (Mantova)

Nejstarší předek rodu, Corradi di Gonzaga je zaznamenán již ve 12. století. Rod Gonzaga převzal vládu nad Mantovou roku 1328 a setrval až do roku 1708.
Roku 1362 bylo mantovské panství povýšeno na hrabství, roku 1433 na markrabství, a konečně roku 1530 na vévodství. V majetku rodiny bylo navíc od roku 1536 markrabství Monteferrato, které rodina získala sňatkem, a od roku 1539 i hrabství Guastalla. Roku 1627 vymřela hlavní linie rodu a vláda přešla na boční větev, která vymřela v 18. století. Do dnešní doby přežila pouze jedna z větví rodu, a sice linie založená Giovannim Gonzagou (1474–1525), užívající titul knížat z Vescovada.
Vedlejší linie rodu Gonzagů vymřely v 18. století: knížata z Bozzolo roku 1703, knížata z Novellary roku 1728, vévodové z Guastally roku 1746, markrabata z Luggary roku 1794. Pouze jediná vedlejší linie knížat z Vescovada, potomků Jana Gonzagy (1474–1525), žije dodnes. Dodnes je živá jedna vedlejší linie rodu, Gonzagové z Vescovata, mladších potomků Jana Františka I. Hlava této linie, Don Corrado Alessandro Marchese Gonzaga, Principe del Sacro Romano Impero (* 1941), je nositelem (primogenturního) titulu kníže Svaté říše římské a zároveň titulu markýz z Gonzagy, hrabě z Villanovy a Cassolnova, markýz z Vodice, hrabě z Vescovata, baron benátský.

## Mantovští panovníci
Mantovští regenti z rodu Gonzaga byli:
1. Ludvík I. (vládce Mantovy v letech 1328–1360)
2. Kvido (1360–1369, hrabě z Mantovy od roku 1362)
3. Ludvík II. (1369–1382)
4. František I. (1382–1407)
5. Jan František I. (1407–1444, markrabě mantovský od roku 1433)
6. Ludvík III. zvaný „il Turco“ (1444–1478)
7. Bedřich I. (1478–1484)
8. Jan František II. (1484–1519)
9. Bedřich II. (1519–1540, vévoda z Mantovy 1530)
10. František III. (1540–1550)
11. Vilém I. (1550–1587)
12. Vincent I. (1587–1612)
13. František IV. (1612)
14. Ferdinand (1612–1626)
15. Vincent II. (1626–1627)

Vévodství mantovské následně připadlo mladší větvi rodu, Gonzaga-Nevers:
1. Karel I. (1630–1637), vévoda z Nevers a Rethelu
2. Karel III. (1637–1665), vévoda z Nevers a Rethelu do roku 1659
3. Karel IV. (1665–1708)

Roku 1708 správu Mantovy převzali Habsburkové, jako důsledek války o španělské dědictví.